# Championnats du monde de ski nordique 1927
Navigation
1926 1929
Championnats du monde de ski nordique. L'édition 1927 s'est déroulée à Cortina d'Ampezzo (Italie) du 2 février au 5 février. 

## Palmarès

### Ski de fond

#### Hommes
| Épreuves                        | Or            | Argent          | Bronze           |
| ------------------------------- | ------------- | --------------- | ---------------- |
| 3 février : Ski de fond 18 km H | John Lindgren | Frantisek Donth | Viktor Schneider |
| 5 février : Ski de fond 50 km H | John Lindgren | John Wikström   | Frantisek Donth  |

### Combiné nordique
| Épreuve                                  | Or             | Argent         | Bronze          |
| ---------------------------------------- | -------------- | -------------- | --------------- |
| 2 février : Combiné nordique K90 / 15 km | Rudolf Purkert | Otakar Německý | František Wende |

### Saut à ski
| Épreuve                    | Or         | Argent      | Bronze          |
| -------------------------- | ---------- | ----------- | --------------- |
| 2 février : Saut à ski K70 | Tore Edman | Willen Dick | Bertil Carlsson |

### Tableau des médailles
| Rang | Nation          | Or | Argent | Bronze | Total |
| ---- | --------------- | -- | ------ | ------ | ----- |
| 1    | Suède           | 3  | 1      | 1      | 5     |
| 2    | Tchécoslovaquie | 1  | 3      | 2      | 6     |
| 3    | Allemagne       | 0  | 0      | 1      | 1     |